# Sidney Bechet
Sidney Bechet   (Nova Orleans, 14 de maig de 1897 - Garches, 14 de maig de 1959), fou un clarinetista, saxofonista i compositor nord-americà emblemàtic del jazz de Nova Orleans (compositor entre d'altres de Petite Fleur...).

## Biografia
Músic cosmopolita des de la seva joventut, Sidney Bechet és l'origen de la primera crítica de jazz una mica seriosa. El 1919, va ser el clarinetista principal de l'Orquestra Sincopada del Sud dirigida pel compositor Will Marion Cook, que es va negar a utilitzar la paraula "jazz", però estava interessat que Bechet aparegués. El director suís Ernest Ansermet, que va tenir l'oportunitat d'escoltar aquest grup diverses vegades a Londres, va escriure sobre Bechet:
| « | (Ell) no pot dir res del seu art, excepte que segueix el seu propi camí... i potser aquest és el camí el món sencer girarà en el futur. | » |

Prodigi musical, nascut en una família criolla de classe mitjana de Louisiana (el nom de la qual antigament s'escriuva "Béchet"), va estudiar música amb Louis conegut com "Papa" Tio i Lorenzo Tio (fill) a Nova Orleans. Després del tancament del districte de Storyville el 1917, es va unir a l'èxode a Chicago i hi va treballar amb dos famosos exiliats, el trompetista Freddie Keppard i el pianista Tony Jackson. Després va acompanyar Cook a Londres, on va descobrir el saxo soprano, un instrument més dominant que el clarinet i amb el qual podia produir fàcilment el seu distintiu vibrato. El juny de 1924, Sidney Bechet es va unir a la banda de Duke Ellington i va començar la segona gira per Nova Anglaterra amb ells. Menys de tres mesos després, Duke el va acomiadar després que no es presentés a tres concerts.
Expulsat del Regne Unit a causa d'una baralla en un hotel, Bechet va tornar als Estats Units i es va instal·lar a Nova York, on el pianista Clarence Williams va voler a tota costa que l'enregistrés, especialment al costat de Louis Armstrong. Així va tenir lloc una primera trobada entre aquests gegants del jazz. No obstant això, nous problemes el van portar de tornada a Europa, on va passar quatre anys a la "Revue nègre", creada a París, amb Joséphine Baker com a protagonista. Mentre Armstrong feia els seus enregistraments clàssics, el seu principal rival com a solista de jazz estava de gira per Europa i l'URSS. Però Sidney Bechet tenia un caràcter fort i, el 1928, va esclatar una baralla entre ell i el banjo Mike McKendrick a qui va disparar un tret de pistola. La baralla va deixar tres persones ferides i la tragèdia es va evitar, però Sidney Bechet fou internat onze mesos a la Presó de Fresnes, prop de París. En ser alliberat, malgrat el testimoni de Louis Aragon a favor seu, Sidney Bechet va ser expulsat de França. Després va anar a Berlín, on va tenir un compromís al cinema-palau-ball "Haus Vaterland".
El 1938, Bechet va participar, dins dels "New Orleans Feetwarmers", en el famós concert "From Spirituals to Swing" organitzat per John Hammond al Carnegie Hall de Manhattan, Nova York, al costat de Benny Goodman, Count Basie i Big Joe Turner.
Després d'un retorn triomfal al Festival de Jazz de París l'any 1949, va decidir instal·lar-se a França, a París (al "Théâtre du Vieux-Colombier") i a la Costa Blava (els principals llocs del jazz del món) on va compondre entre d'altres Promenade als Camps Elisis i Si veus la meva mare. Bechet es va convertir en una superestrella francesa-americana, amb els seus socis de jazz francesos Claude Luter i André Réwéliotty. El seu tema Petite Fleur va ser un èxit mundial, encara que ell mateix probablement estava més orgullós de les partitures de ballet com La nuit est une sorcière que va compondre per al ballarí i coreògraf Pierre Lacotte.
L'any 1951, durant una gira a Alger, coneix Elisabeth Ziegler (1907-1995), a qui havia conegut a París l'any 1928. Es va casar amb ella durant una cerimònia de gran bombo, el 17 d'agost de 1951 a Antibes, amb el jet conjunt de la Costa Blava i Mistinguett com a testimonis. L'any següent va compondre el seu èxit Als carrers d'Antibes, en record d'aquest acte festiu. El 1952 va tenir una aventura amb Jacqueline Peraldi (1932-2011) de qui va néixer el seu únic fill Daniel Bechet el 3 d'abril de 1954.

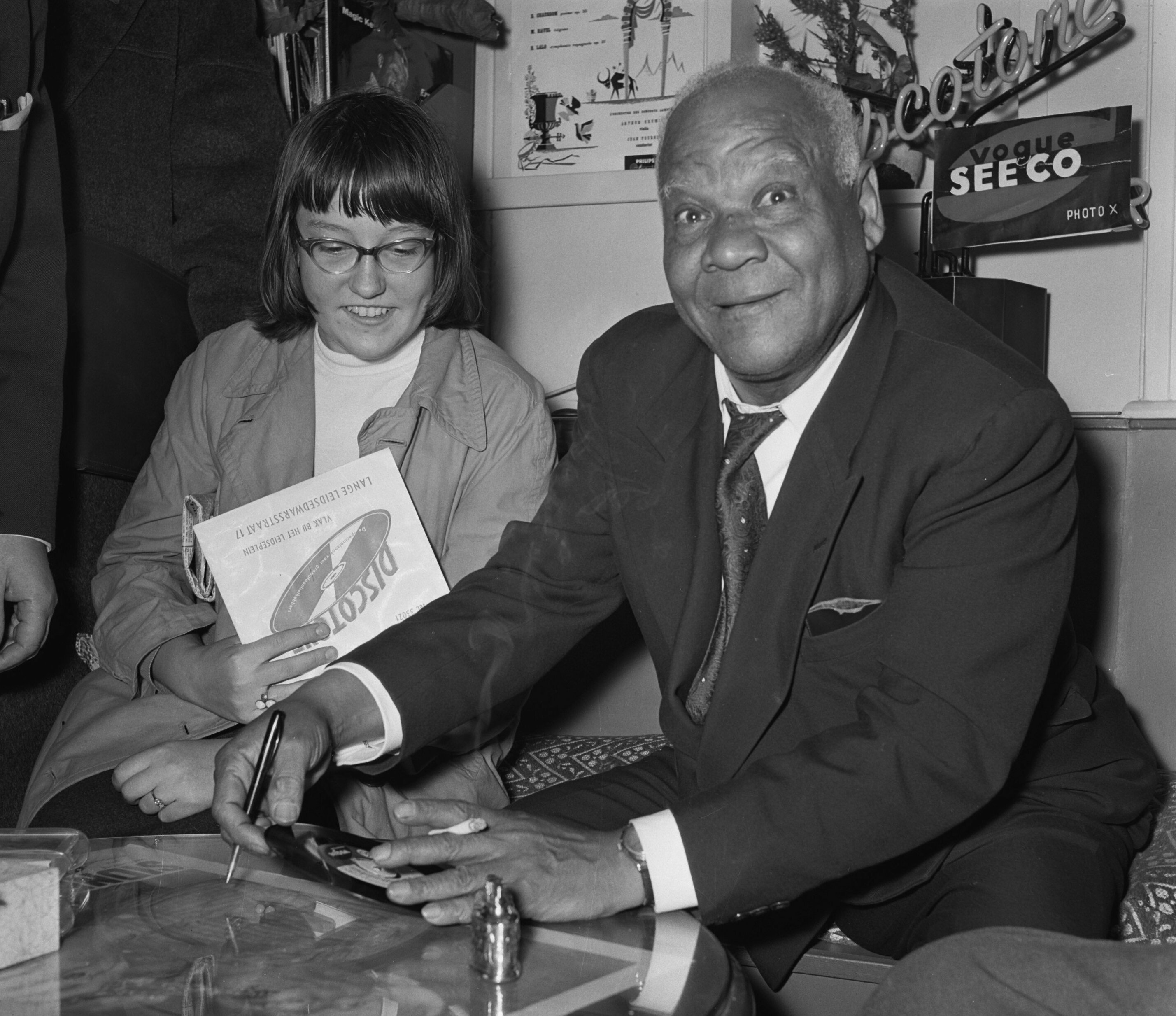
Sessió de signatures a Amsterdam el 1956.

Al final de la seva vida, l'any 1956, va començar una gran gira per Bèlgica. Ja el 28 d'agost de 1955, amb l'orquestra d'André Réwéliotty, va fer un concert seguit d'un ball a "La Nuit d'or" a la "Plaine de Nimy" de Mons. Albert Langue, jazzman de Mons i iniciador del "Mons World Military Music Festival", l'acompanya en els seus concerts, a la trompeta. Sidney Bechet li pregunta si no recorda cap música local que pogués tocar a Bèlgica per agradar al seu públic i personalitzar la gira per Bèlgica. Després Albert Langue interpreta Le Doudou al piano, la música emblemàtica de "Ducasse de Mons" que adapta amb el seu estil de jazz de Nova Orleans. Va ser tant d'èxit que el va gravar amb el segell Disques Vogue. Aquest disc va ser un dels més venuts del 1956 i va permetre a Doudou ser conegut arreu del món.

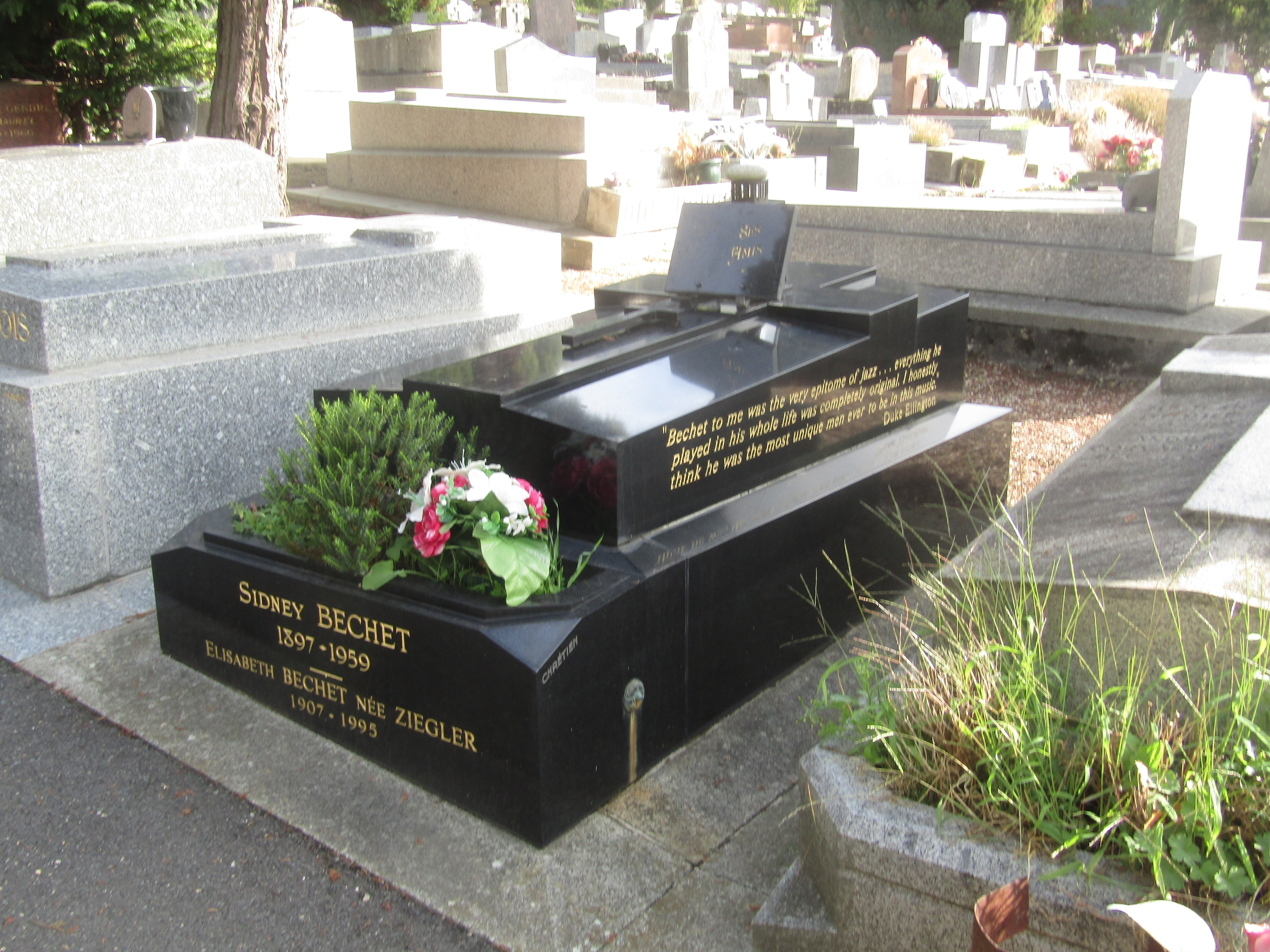
Enterrament de Sidney Bechet amb un epitafi de Duke Ellington, al cementiri de Garches (Hauts-de-Seine).

Va morir de càncer de pulmó l'any 1959, en el seu seixanta-dos anys. La seva darrera dona, Elisabeth, va morir el 1995. La seva tomba comuna es troba al cementiri de Garches (Hauts-de-Seine), amb un epitafi signat per Duke Ellington a la làpida:
| « | "Bechet per a mi era l'epítom del jazz... Tot el que va tocar durant tota la seva vida va ser completament original. Sincerament, crec que va ser l'home més únic que ha estat mai en aquesta música. Duc Ellington. (Bechet va ser per a mi l'epítom del jazz... Tot el que va tocar durant tota la seva vida va ser completament original. Sincerament crec que va ser l'home més singular de la història d'aquesta música)" | » |

Jacques Souplet i Jean Hebey van fundar el festival de jazz Juan-les-Pins d'Antibes (centre mundial del jazz) en homenatge a ell l'any 1960,l'any següent de la seva mort, amb un bust dedicat a la seva memòria.

## Alguns títols
Entre els seus nombrosos enregistraments, composicions, covers i adaptacions més famosos, es troben el trio Blues in Thirds, amb Earl Hines i Baby Dodds, Blue Horizon, Out of The Gallion amb Mezz Mezzrow...
- 1919 : Blues My Naughty Sweetie Gives to Me
- 1938 : When The Sun Sets Down South
- 1938 : Blackstick
- 1939 : Summertime[11]
- 1941 : Egyptian Fantasy
- 1949 : Les Oignons
- 1949 : Joshua Fit the Battle of Jericho
- 1951 : Promenade aux Champs Élysées
- 1952 : Dans les rues d'Antibes
- 1952 : Petite Fleur
- 1952 : Si tu vois ma mère
- 1954 : Roses of Picardy

## Discografia
Londres

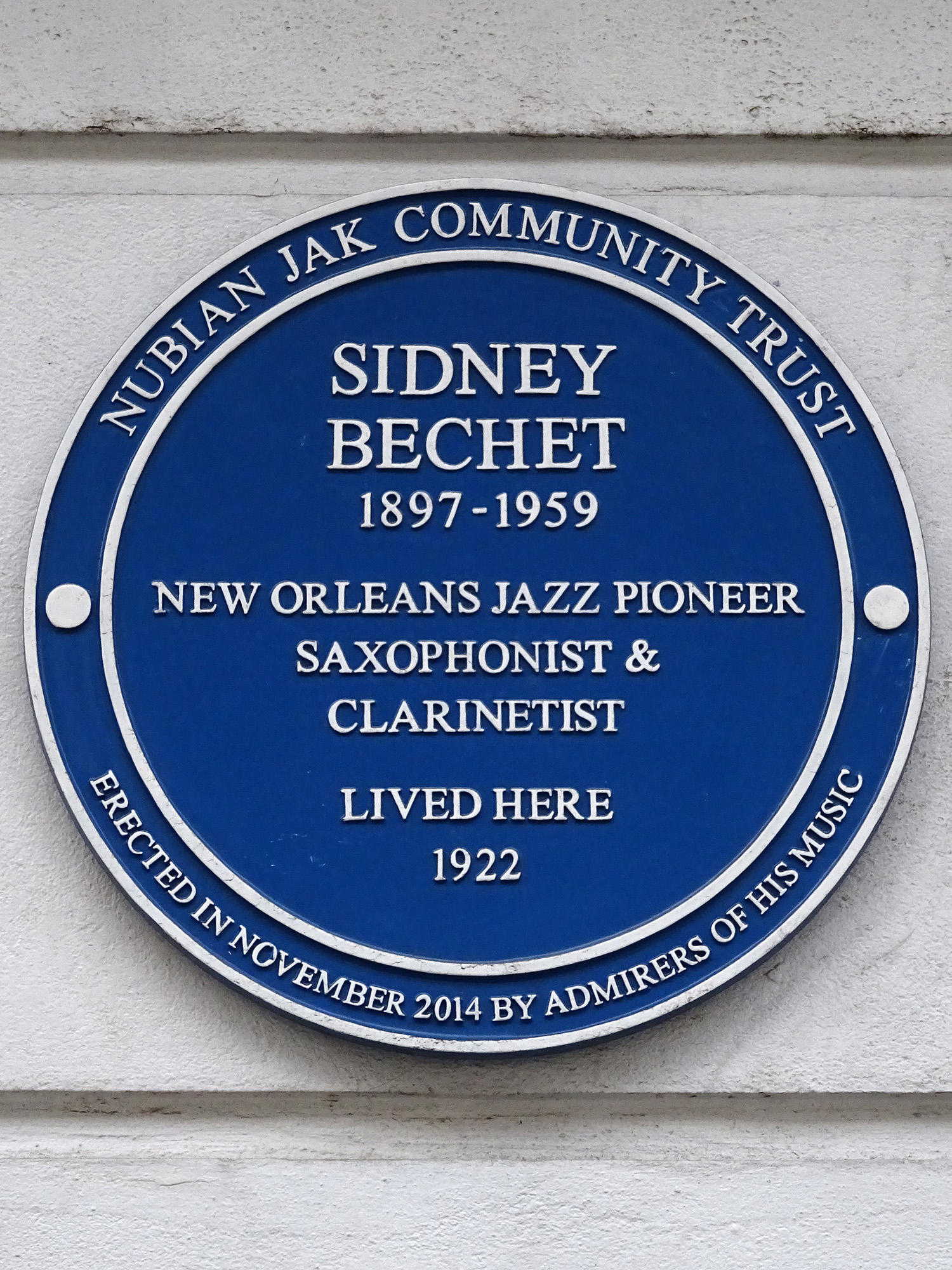
Placa commemorativa a Londres

- El llegendari Sidney Bechet, RCA Bluebird (amb els primers Feetwarmers de Nova Orleans i "Blues in Thirds").
- Sidney Bechet a Nova York, JSP (la sessió amb Louis Armstrong).
- The King Jazz Story, Vol.4, Storyville (Bechet i Mezz Mezzrow, amb Cousin Joe).
- Clàssics del jazz, Vol.1, Blue Note (amb Bunk Johnson, Albert Nicholas).
- El 18 d'abril de 1941 Bechet va gravar sessions amb el seu amic John Reid (RCA) en re enregistrament, una invenció del mestre i una primera en la història del jazz. Toca totes les parts per torn: baix, bateria, piano, clarinet, saxo soprano i saxo tenor; i va gravar dues cares d'un disc amb les cançons The Sheik of Araby i Blues of Bechet.[12]
- El Doudou, Vogue, 1956 (amb Albert Langue i Jacques David).
- The Fabulous Sidney Bechet and His Hot Six With Sidney De Paris, 1951 (Blue Note BLP 7020).
- Dixie By The Fabulous Sidney Bechet, 1953 (Blue Note BLP 7026).
- The Fabulous Sidney Bechet, 1958 (Blue Note BLP 1207), reedició dels dos anteriors.
- Parisian Encounter, Vogue, 1958 (amb Teddy Buckner).
- El disc d'or de Sidney Bechet, Vogue, 1965 (amb Claude Luter i André Réwéliotty). L'àlbum inclou notablement els hits: Petite fleur, Les Oignons, Premier bal, Dans les rue d'Antibes, Roses de Picardie i Estiu.
- Blues in the air, RCA Victor (Horizons du jazz, n° 2, gravat el 1940).
- The Story of Sidney Bechet, doble àlbum Vogue, 1959 (La extraordinària vida del gran músic contada pel mateix Sidney Bechet i il·lustrada per 24 noves versions de les seves millors composicions).
- Sidney Bechet en Suisse / in Switzerland, United Music Foundation (cofressa que reuneix un llibre d'art de 216 pàgines i 4 CD d'enregistraments realitzats a Suïssa entre 1949 i 1958), premi a la millor reedició 2014 del 'Jazz Academy[13]
- La música és la meva vida, àlbum doble de Vogue, 1978, llançament combinat amb la publicació del llibre autobiogràfic homònim publicat per La Table Ronde (vegeu “Bibliografia” més avall). El mateix principi que en el doble àlbum de 1959, però el programa musical, intercalat amb extractes d'entrevistes a Sidney Bechet (parlant en francès), no és del tot el mateix, aquesta versió conté versions més instrumentals de temes de cançons franceses, enregistrades durant el període de Sidney Bechet. visita a l'Olympia el 1955, sobretot títols de Georges Brassens.

Sidney Bechet (1954).

## Filmografia
- 1953 : Piédalu député, de Jean Loubignac.
- 1954 : Série noire, de Pierre Foucaud.
- 1956 : L'inspecteur connaît la musique, de Jean Josipovici.
- 1957 : Ah ! Quelle équipe, de Roland Quignon.

## Homenatges artístics
Cançó i música

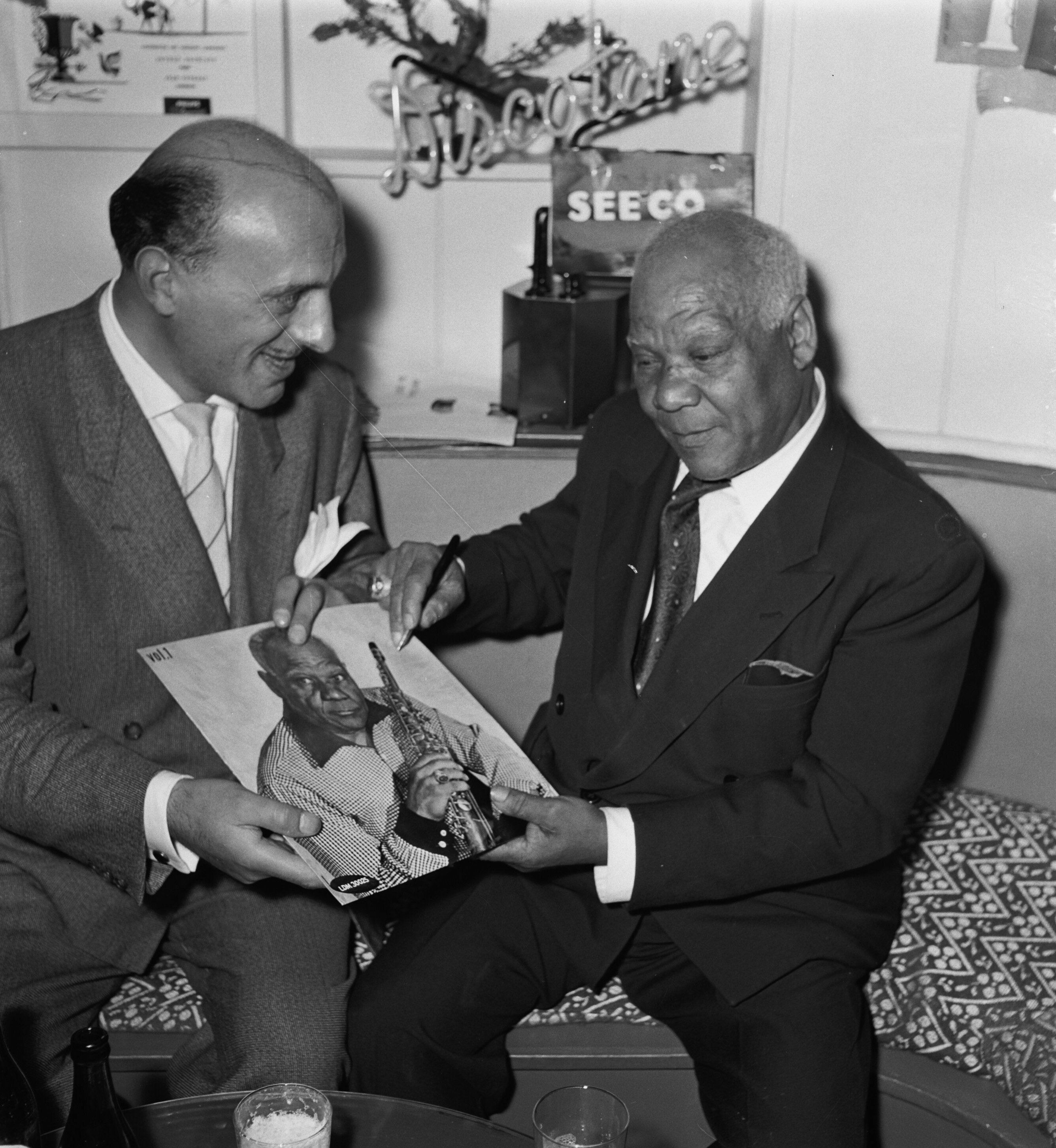
Amsterdam el 1956.

- De 1954 a 1967 (a RTF i després a ORTF), l'èxit Les Onignons es va repetir cada dilluns per als crèdits del programa culinari de televisió Art i màgia de la cuina, presentat per Raymond Oliver i Catherine Langeais.
- Sidney Bechet s'esmenta a la lletra de la cançó Le Temps des études, interpretada per "Les Compagnons de la chanson" present a el seu àlbum À Bobino, editat el 1966 en música i lletra escrita per un d'ells, Jean Broussolle (que cobreix la música, composta pel El nord-americà Arthur Kent, de The Bird of Bleeker Street, del repertori del grup musical folk-dixie: "The Village Stompers":

| « | […] Quan érem estudiants / Quan va ser l'esdeveniment / Quan l'orquestra de Sidney Bechet / Va acompanyar Luter i el seu clarinet […] | » |

*Pierre Perret, que amb 19 anys va guanyar el primer premi de saxo al Conservatori de Tolosa de Llenguadoc, li va dedicar l'any 1968 una cançó sencera, titulada Vieux Sidney i repetint la melodia de la peça Les Onignons, de Bechet:
| « | […] Old Sidney, old Sidney / Refent la teva cançó / Old Sidney, old Sidney / Sé que no és cosa meva […] | » |

*Georges Brassens cita Sidney Bechet (així com Claude Luter, Guy Longnon i Zutty Singleton) a l'última cançó que va gravar, Élégie à un rat de cellar , escrit el 1978 en memòria del company del seu amic el bateria de jazz Moustache. Va ser amb ell, entre altres jazzistes, que Brassens va gravar aquest títol l'any 1979: un de nou, / Fes una jam amb croque-notes, / És en el teu honor. / Sapigueu també que escoltant Bechet, / Folle gamberge, veiem, a la nit, / El vostre fantasma saltant en secret / Rue du Vieux-Colombier […]}}El 26 de maig de 1953 a París, Bechet va fer l'honor a Brassens, que aleshores tot just començava, actuant a l'escenari i gravant diversos dels seus títols ("La canya de Jeanne") /El sepulturero., Brave Margot).
- Patricia Kaas va interpretar el 1990 Scène de vie; At the funeral of Sidney Bechet (lletra Didier Barbelivien; música François Bernheim), una cançó de cool-jazz que va fer elogi a la vida tumultuosa de Sidney Bechet.
- Sidney Bechet també s'esmenta a la cançó Vingt ans (cançó de Pierre Bachelet) composta i interpretada per Pierre Bachelet i escrita per Jean-Pierre Lang a 1987.

## Pintura
Nicolas de Staël li va dedicar dos quadres, una versió dels quals, Les Musiciens, souvenir de Sidney Bechet, es troba al Museu Nacional d'Art Modern, dins del Centre Nacional d'Art i Cultura Georges-Pompidou, a París, i l'altra versió. del qual, titulat Les Musiciens (Músics de carrer), es troba als Estats Units a la The Phillips Collection de Washington.
Bust de Sidney Bechet a Antibes de l'escultor Abel Chrétien.

## Escultura
Bust a la seva semblança, l'obra de l'escultor local Abel Chrétien, instal·lada a Antibes en un espai verd públic de Jean-les-Pins avui anomenat Gould pinède, es va inaugurar el 10 de juliol de 1960 amb motiu del primer festival de jazz d'Antibes "Juan-les-Pins", i posteriorment traslladat a la seva ubicació actual, en una altra pineda pública de Juan-les-Pins, avui anomenada plaça Sidney-Bechet.

## Altres homenatges
- Centres culturals Sidney-Bechet a Garches i Grigny.
- "College in France Sidney-Bechet"" a Jean-les-Pins, inaugurat el 7 de desembre de 2012.
- Carrers Sidney-Bechet a Angers, Châteaubriant, Crégy-lès-Meaux, Juvisy-sur-Orge, Nancy (des de 1975)[16] i Pont-Sainte-Maxence.
- Plaça Sidney-Bechet a Jean-les-Pins (on actualment hi ha instal·lat un bust a la seva semblança).
- Des de 2013, un cràter al planeta Mercuri s'ha anomenat Bechet en el seu honor[17]